# Leon Hendrix
Leon Hendrix (* 13. ledna 1948 Seattle, Washington, USA) je americký rockový zpěvák a kytarista. Je mladším bratrem Jimiho Hendrixe. Řadu let pracoval pro společnost Boeing. V roce 2012 vydal knihu s názvem Jimi Hendrix: A Brother's Story. Napsal ji společně s Adamem Mitchellem.

## Diskografie
- Seattle Rain (2002)
- Keeper of the Flame (2006)